# Terremoto de Catamarca de 2004
El terremoto de Catamarca de 2004 fue un movimiento sísmico ocurrido en la provincia de Catamarca, Argentina, el 7 de septiembre de 2004, a las 8.53 UTC-3. El mismo registró una magnitud de 6,5 en la escala de Richter y su epicentro se localizó en la sierra de Ambato, en la provincia de Catamarca, a una profundidad de 57 km. El terremoto fue catalogado como de grado VII en la escala de Mercalli,  y pudo ser percibido en 14 provincias argentinas así también como en países limítrofes tales como Chile y Paraguay. 
El movimiento ocasionó una víctima indirecta y cerca de 40 heridos. En la provincia de Catamarca al menos 1.307 casas y algunas capillas y edificios escolares sufrieron daños o se derrumbaron por completo. En los primeros minutos del terremoto la ciudad de San Fernando del Valle de Catamarca se quedó sin electricidad y teléfono. En las rutas 1 y 4 hubo desmoronamientos de lomadas y el tránsito se vio interrumpido. El Hospital de niños "Eva Perón" de esa provincia sufrió daños en la mampostería del piso superior y los pacientes internados debieron ser evacuados a la planta baja.